# Vlastin dub
Vlastin dub je památný strom nedaleko vsi Úněšov. Zdravý dub letní (Quercus robur) roste vedle děkovného kříže z roku 1892 po levé straně silnice I/20 mezi Úněšovem a Číhanou v nadmořské výšce 500 m. Obvod kmene dubu měří 337 cm a koruna dosahuje do výšky 19 m (měření 2001). Strom je chráněn pro svůj vzrůst, jako krajinná dominanta a součást památky.

## Stromy v okolí
- Lípy v Číhané